# Герланд, Херманн
Херманн Герланд (нем. Hermann Gerland; род. 4 июня 1954, Бохум, Германия) — немецкий футболист, тренер, ассистент главного тренера сборной Германии (до 21).

## Клубная карьера
Герланд всю свою профессиональную карьеру провел, играя за «Бохум», в течение двенадцати лет, с 1972 по 1984 год. Он играл на позиции нападающего до 1975 года, затем, перешел на позицию защитника, где играл до конца своей карьеры. Он сыграл 204 матча в Бундеслиге и забил четыре мяча.

## Тренерская карьера

### 1985—1990: Ранняя карьера
Карьера Герланда в качестве менеджера началась в 1985 году в качестве ассистента главного тренера в «Бохуме». В 1986 году Герланд занял пост Рольфа Шафстолла, и стал главным тренером «Бохума». Срок полномочий длился с 1 июля 1986 года по 30 июня 1988 года. Клуб занял 11-е место в сезоне 1986/87.

## Достижения

### В качестве помощника тренера
Международный
- Лига чемпионов УЕФА:
  - Победитель (2): 2012/13, 2019/20
  - Финалист (2): 2009/10, 2011/12
- Суперкубок УЕФА (2): 2013, 2020
- Клубный чемпионат мира по футболу FIFA (2): 2013, 2020

Национальный
- Чемпион Германии (9): 2009/10, 2012/13, 2013/14, 2014/15, 2015/16, 2016/17, 2017/18, 2019/20, 2020/21
- Кубок Германии по футболу:
  - Победитель (5): 2009/10, 2012/13, 2013/14, 2015/16, 2019/20
  - Финалист (1): 2011/12
- Суперкубок Германии по футболу (3): 2010, 2012, 2016, 2020